# Vujadin Stanojković
Vujadin Stanojković (en macédonien : Вујадин Станојковиќ) (né le 10 septembre, 1963 à Koumanovo, Macédoine, RFS Yougoslavie) est un entraîneur et ancien footballeur international yougoslave puis macédonien. Il jouait au poste de défenseur.
Il possède 21 sélections et 1 but pour l'équipe de Yougoslavie obtenue entre 1988 et 1992, incluant deux matches de la Coupe du monde 1990. Entre 1994 et 1995, il a été sélectionné 7 fois pour l'équipe de Macédoine.
Après sa retraite de footballeur professionnel, il a été le directeur du Makedonija GP Skopje. Il a aussi été entraîneur-adjoint de l'équipe de Macédoine. En 2004, il devient manager du FK Vardar Skopje. Depuis août 2006, il est entraîneur-adjoint de Srečko Katanec en équipe de Macédoine.

## Palmarès
Partizan Belgrade
- Champion de Yougoslavie en 1993.
- Vainqueur de la Coupe de Yougoslavie en 1992.